# Río Vichada (flod)
Río Vichada är en flod i Sydamerika som rinner i östlig riktning över slättlandet Llanos i Colombia och mynnar i Orinoco på gränsen till Venezuela.